# A Touch of Evil: Live
A Touch of Evil: Live es el quinto álbum en directo de la banda británica de heavy metal Judas Priest y que a su vez, es el primer registro en vivo en formato disco compacto con el vocalista Rob Halford, luego de su regreso en 2005. Se publicó en 2009 a través de Sony Music y Epic Records, y su grabación se llevó a cabo en los años 2005 y 2008 durante las giras Retribution World Tour y 2008/2009 World Tour respectivamente.
La grabación la realizaron los ingenieros de sonido Martin Walker y Brian Thorene, mientras que la producción la realizó la banda junto a su antiguo productor discográfico Tom Allom, que marca el regreso de Allom en dicha labor con Judas Priest desde Ram It Down de 1988.
Según la revista Billboard el disco vendió más de 5300 copias durante la primera semana en los Estados Unidos, que lo posicionó en el lugar 87 en la lista Billboard 200.
Por otra parte, la versión en vivo de «Dissident Aggressor» ganó el premio Grammy en la categoría mejor interpretación de metal en 2010.

## Lista de canciones
| N.º | Título                             | Escritor(es)                                | Año  | Duración |  |
| 1.  | «Judas Rising»                     | Rob Halford, K. K. Downing, Glenn Tipton    | 2005 | 4:23     |  |
| 2.  | «Hellrider»                        | Halford, Downing, Tipton                    | 2005 | 5:38     |  |
| 3.  | «Between the Hammer and the Anvil» | Halford, Downing, Tipton                    | 2008 | 4:35     |  |
| 4.  | «Riding on the Wind»               | Halford, Downing, Tipton                    | 2005 | 3:29     |  |
| 5.  | «Death»                            | Halford, Downing, Tipton                    | 2008 | 7:52     |  |
| 6.  | «Beyond the Realms of Death»       | Halford, Les Binks                          | 2005 | 6:52     |  |
| 7.  | «Dissident Aggressor»              | Halford, Downing, Tipton                    | 2008 | 3:04     |  |
| 8.  | «A Touch of Evil»                  | Halford, Downing, Tipton, Chris Tsangarides | 2005 | 6:11     |  |
| 9.  | «Eat Me Alive»                     | Halford, Downing, Tipton                    | 2008 | 4:36     |  |
| 10. | «Prophecy»                         | Halford, Downing, Tipton                    | 2008 | 6:07     |  |
| 11. | «Painkiller»                       | Halford, Downing, Tipton                    | 2005 | 7:12     |  |

| Pistas adicionales en la edición rusa |                      |                          |      |          |  |
| N.º                                   | Título               | Escritor(es)             | Año  | Duración |  |
| 12.                                   | «Worth Fighting For» | Halford, Downing, Tipton | 2005 | 4:26     |  |
| 13.                                   | «Angel»              | Halford, Downing, Tipton | 2008 | 4:10     |  |

| Pistas adicionales en la edición japonesa |                       |                                 |      |          |  |
| N.º                                       | Título                | Escritor(es)                    | Año  | Duración |  |
| 12.                                       | «Worth Fighting For»  | Halford, Downing, Tipton        | 2005 | 4:31     |  |
| 13.                                       | «Deal with the Devil» | Halford, Downing, Tipton, Roy Z | 2005 | 4:26     |  |

| Pista adicional en ITunes |                    |                          |      |          |  |
| N.º                       | Título             | Escritor(es)             | Año  | Duración |  |
| 12.                       | «Breaking the Law» | Halford, Downing, Tipton | 2005 | 2:40     |  |

## Músicos
- Rob Halford: voz
- K.K. Downing: guitarra eléctrica
- Glenn Tipton: guitarra eléctrica
- Ian Hill: bajo
- Scott Travis: batería